# گمینا توراوا
گمینا توراوا (به لهستانی:  Gmina Turawa) یک گمینا در لهستان است که در شهرستان اوپوله واقع شده‌است. گمینا توراوا ۱۷۱٫۴۶ کیلومتر مربع مساحت و ۹٬۵۹۵ نفر جمعیت دارد.

## خواهرخوانده
شهر وتر (رور) خواهرخواندهٔ گمینا توراوا هست.